# Pierre ou les Ambiguïtés
Pierre ou les Ambiguïtés (titre original : Pierre; or, The Ambiguities) est un roman écrit par Herman Melville, et publié en 1852 par Harper & Brothers. C'est le seul roman de Melville qui se déroule aux États-Unis.
La publication de Pierre fut un désastre critique et financier pour Melville. Il fut universellement condamné autant pour sa moralité que pour son style. Hormis Israel Potter, il ne publiera pas d'autre roman conventionnel, malgré une écriture intense et la parution de nombreuses histoires exceptionnelles dont Bartleby et Benito Cereno, et l'expérimental The Confidence-Man.

## Résumé
L'histoire de Pierre Glendinning, junior, l'héritier de 21 ans du manoir de Saddle Meadows près de New York. Pierre est fiancé à la blonde Lucy Tartan, dans une union approuvée par sa mère dominatrice, qui gère le lieu depuis la mort du père, Pierre, senior. Mais lorsqu'il rencontre la sombre et mystérieuse Isabel Banford, elle lui déclare être sa demi-sœur, l'illégitime et orpheline enfant de son père et une réfugiée européenne. Pierre réagit à la nouvelle (et à son attraction magnétique pour Isabel) en élaborant un remarquable plan afin de préserver le nom de son père, d'épargner le chagrin de sa mère, et d'attribuer à Isabel une juste part de la succession.
Il annonce son mariage à sa mère ; elle le renvoie aussitôt de la maison. Il part alors avec Isabel pour New York, accompagnés par une jeune femme en disgrâce, Delly Ulver. Durant le voyage, Pierre trouve et lit un passage d'un traité sur « Chronometricals and Horologicals » à propos des différences entre vertu absolue et vertu relative par Plotinus Plinlimmon. En ville, Pierre compte sur l'hospitalité de son ami et cousin Glendinning Stanley, mais est surpris par son refus de le reconnaître. Le trio (Pierre, Isabel et Delly) trouve refuge dans une ancienne église aménagée en appartements, l'église des Apôtres, occupée par d'infortunés artistes, écrivains, spirites et philosophes dont le mystérieux Plinlimmon. Pierre tente de gagner de l'argent en écrivant un livre, encouragé par son passé de jeune auteur.
Il apprend la mort de sa mère, elle a légué Saddle Meadows à son cousin Glen Stanley qui est à présent fiancé à Lucy Tartan. Cependant, celle-ci apparaît soudain à l'église, déterminée à partager la vie de Pierre, en dépit de son apparente union avec Isabel. Pierre et les trois femmes vivent ainsi ensemble sur de maigres revenus. Pierre et son œuvre ne rencontrent pas le succès, sa noirceur ne convient pas aux désirs frivoles de la littérature du marché.
Incapable d'écrire, il a une vision en transe d'un géant Encelade et son assaut sur la paradisiaque Montagne des Titans. Pris d'assaut par les dettes, par crainte des menaces de Glen Stanley et le frère de Lucy, par le rejet de son livre, par crainte de sa passion incestueuse pour Isabel, et par doute de la véracité du récit d'Isabel, Pierre ouvre le feu sur Glen Stanley à l'heure de pointe dans Broadway. Il est aussitôt arrêté et placé dans la prison centrale de New York, Isabel et Lucy lui rendent visite mais Lucy meurt de stupéfaction lorsque Isabel s'adresse à Pierre comme son frère. Pierre saisit alors le poison apporté par Isabel et le boit. Isabel termine la fiole et meurt à son tour…

« Et des doigts d'Isabelle s'échappa une fiole vide — tel un sablier épuisé — qui se brisa sur le sol. Elle-même s'affaissa tout d'une masse, tombant sur le cœur de Pierre ; sa longue chevelure se répandit sur lui et lui fit une treille de ses vignes d'ébène. »

## Accueil par les critiques
On peut voir dans Pierre une parodie du mélodrame gothique, incluant de nombreux éléments et thèmes de la fiction populaire contemporaine. Ses émotions et actions sont exagérées et sa langue est particulièrement dense et opaque, même pour Melville. De plus, ses concepts sur l'indistinction du vice et de la vertu, du bien et du mal, et le fait que la « jeune Amérique » puisse abriter quelque péché mortel conduisant à la vengeance meurtrière étaient des idées incommodantes pour le public de l'époque. Il fut suggéré, même dans sa famille, que Melville avait perdu la raison.  
Cette opinion était celle de nombreux critiques, même au moment du regain d'intérêt des années 1920, et certains en conclurent que le livre était une erreur. Néanmoins, l'œuvre contient par moments l'écriture la plus concentrée et accomplie de Melville, et c'est sa plus directe évocation de la vie littéraire et du processus de création littéraire. 
Hershel Parker précisa que les passages concernant la carrière littéraire de Pierre furent ajoutés dans une ultime version, en réponse à l'accueil critique négatif de Moby-Dick ; et il a également fait paraître une version du roman (l'édition « Kraken », illustrée par Maurice Sendak) éludant cette partie, qui selon lui dépare de l'unité d'ensemble. 
Cependant d'autres melvilliens trouvèrent en Pierre un chef-d'œuvre sombre récompensant le lecteur assidu par le dévoilement de sa profondeur philosophique et sa morale inhabituelle. C'était le premier livre de Melville à ne pas employer une narration à la première personne, et la relation entre la voix du narrateur et la pensée de Melville reste une question sans réponse. Le livre ose certainement davantage que la production littéraire de l'époque et défie le lecteur par son aspect post-moderne.

## Adaptations
Au cinéma
- 1999 : Pola X, film français réalisé par Leos Carax, avec Guillaume Depardieu, Laurent Lucas, Catherine Deneuve et Katerina Golubeva.

Opéra
- 2007 : Le compositeur américain Richard Beaudoin (en) écrit un opéra basé sur le livre ; l'acte I est représenté en août 2007 à l'Arcola Theatre de Londres.

Théâtre (France)
- 2012 : Pierre ou Les ambiguïtés[2] ; mise en scène de Olivier Coulon-Jablonka ; d'après Herman Melville ; traduction de Pierre Leyris et Philippe Jaworski ; adaptation Eve Gollac, Olivier Coulon-Jablonka ; scénographie constance Arizzoli ; costumes Delphine Brouard ; production Moukden Théâtre ; piano: Johann Chauvau; avec Julie Boris, Florent Cheippe, Sarah Fourage, Eve Gollac, Jean-Marc Layer, Malvina Plégat, Guillaume Riant. Forum culturel du Blanc-Mesnil[3].

## Éditions françaises
- 1939 : Pierre ou Les ambiguïtés ; traduit par Pierre Leyris, Paris : Gallimard[4].
- 1999 : Pierre ou Les ambiguïtés ; trad. par Pierre Leyris, nouv. éd. revue et corr., collection Folio no 3112, Paris : Gallimard[5].